# Tiberius Julius Sauromates IV
Tiberius Julius Sauromates IV, còn được gọi là Sauromates IV (tiếng Hy Lạp: Τιβέριος Ἰούλιος Σαυροματης Δ ', thế kỷ thứ 3 - mất năm 276) là một hoàng tử và vị vua chư hầu La Mã của vương quốc Bosporos.
Sauromates IV là con trai cả của vua Bosporos Teiranes với một phụ nữ chưa rõ tên. Em trai của ông là hoàng tử Theothorses và còn là người mang huyết thống Hy Lạp, Iran và La Mã. Sauromates IV được đặt tên theo tên của Sauromates III, người ông bác bên nội của cha mình và cũng là một vị vua Bosporos trước đó. Sauromates IV là vị vua Bosporos cuối cùng cai trị với tên Tiberius Julius Sauromates.
Năm 276 người ông nội của Sauromates IV, vua Rhescuporis V qua đờu và Teiranes lên kế vị. Sauromates IV sau đó đã được đưa lên làm vua đồng cai trị, nhưng qua đời một năm sau đó. Trên tiền xu của mình, tước hiệu hoàng gia của ông trong tiếng Hy Lạp là: ΒΑΣΙΛΕΩΣ ΣΑΥΡΟΜΑΤΟΥ hoặc của vua Sauromates. Năm 278, người em trai Tiberius Julius Theothorses lên kế vị ông.